# Michael Kaufmann (Rektor)
Michael Kaufmann (* 6. Juli 1954 in Bern) ist ein Schweizer Agraringenieur, Musikjournalist und Kulturpolitiker (SP) sowie Musiker (Chorleiter und Pianist). Von 2011 bis 2019 war er Rektor der Musikhochschule Luzern.

## Leben
Kaufmann studierte Agraringenieurwesen an der ETH Zürich. Er war Chefredaktor der sozialdemokratischen Tageszeitung Berner Tagwacht und von 1992 bis 2004 Mitglied im Kantonsparlament Bern. Kaufmann war ab 1999 für ein Beratungs- und Kommunikationsunternehmen in Bern tätig. Er war dann von 2004 bis 2011 Vizedirektor des Bundesamtes für Energie (BFE) und verantwortlich für die Abteilung Energieeffizienz und für EnergieSchweiz, ein Programm des Bundesrates.
Nebenberuflich widmete er sich der Musik. Ab 1995 war er Vizepräsident der Swiss Jazz School in Bern. Ausserdem war er in die Umorganisation der Berner Musikhochschule involviert. Von 2001 bis 2004 studierte er zusätzlich Musik und Medienkunst an der Hochschule der Künste Bern. Bis 2014 leitete er den Chor Laltracosa in Bern. Von 2011 bis zu seiner Pensionierung Ende August 2019 war er Rektor der Musikhochschule Luzern. Sein Nachfolger wurde Valentin Gloor.